# Hi, Hi, Hi
"Hi, Hi, Hi" es una canción escrita por Paul McCartney y lanzada por su banda Wings en diciembre de 1972. La canción se convirtió en una de las favoritas de los conciertos en vivo de Wings.

## Controversia
La canción fue prohibida por la BBC por sus letras supuestamente sugestivas. Diciendo que la frase del título, "We're gonna get hi, hi, hi" hace referencia al consumo de drogas.
Otra de las líneas a las que se opuso la BBC fue la frase "get you ready for my body gun", que supuestamente habla de tener un acercamiento sexual; McCartney ha dicho que la letra correcta es "get you ready for my polygon". Posteriormente dijo: "La BBC está equivocada en su opinión sobre las palabras de la canción. Pero supongo que la canción sería un poco sucia si el sexo fuera sucio y malo. Yo estaba en un estado de ánimo sensible en España, cuando lo escribí."
El sencillo llegó al número diez del Billboard Hot 100 en enero de 1973. Su lado B "C Moon" que es una canción de reggae, alcanzó el número cinco en el Reino Unido, donde "Hi Hi Hi" fue prohibida. En España la canción se posicionó número 1 en las listas de éxitos.